# ليرا فالكيريا
أويف كوزاك (بالإنجليزية: Aoife Cusack)، المولودة في 23 أكتوبر 1996 في دبلن، مصارعة أيرلندية محترفة. تعاقدت مع دبليو دبليو إي، حيث تشارك في عرض Raw تحت اسم الحلبة ليرا فالكيريا (بالإنجليزية: Lyra Valkyria).

## وصلات خارجية
- Aoife Valkyrie على موقع دبليو دبليو إي (الإنجليزية)
- Aoife Valkyrie على موقع WrestlingData.com (الإنجليزية)
- Aoife Valkyrie على موقع CageMatch worker (الإنجليزية)
- Aoife Valkyrie على موقع قاعدة بيانات المصارعة على الإنترنت (الإنجليزية)
- Aoife Valkyrie على موقع عالم المصارعة على الإنترنت (الإنجليزية)
- لا بيانات لهذه المقالة على ويكي بيانات تخص الفن